# Taiwa kikuchii
Taiwa kikuchii är en fjärilsart som beskrevs av Matsumura 1927. Taiwa kikuchii ingår i släktet Taiwa och familjen tandspinnare. Inga underarter finns listade i Catalogue of Life.